# Bodega Head

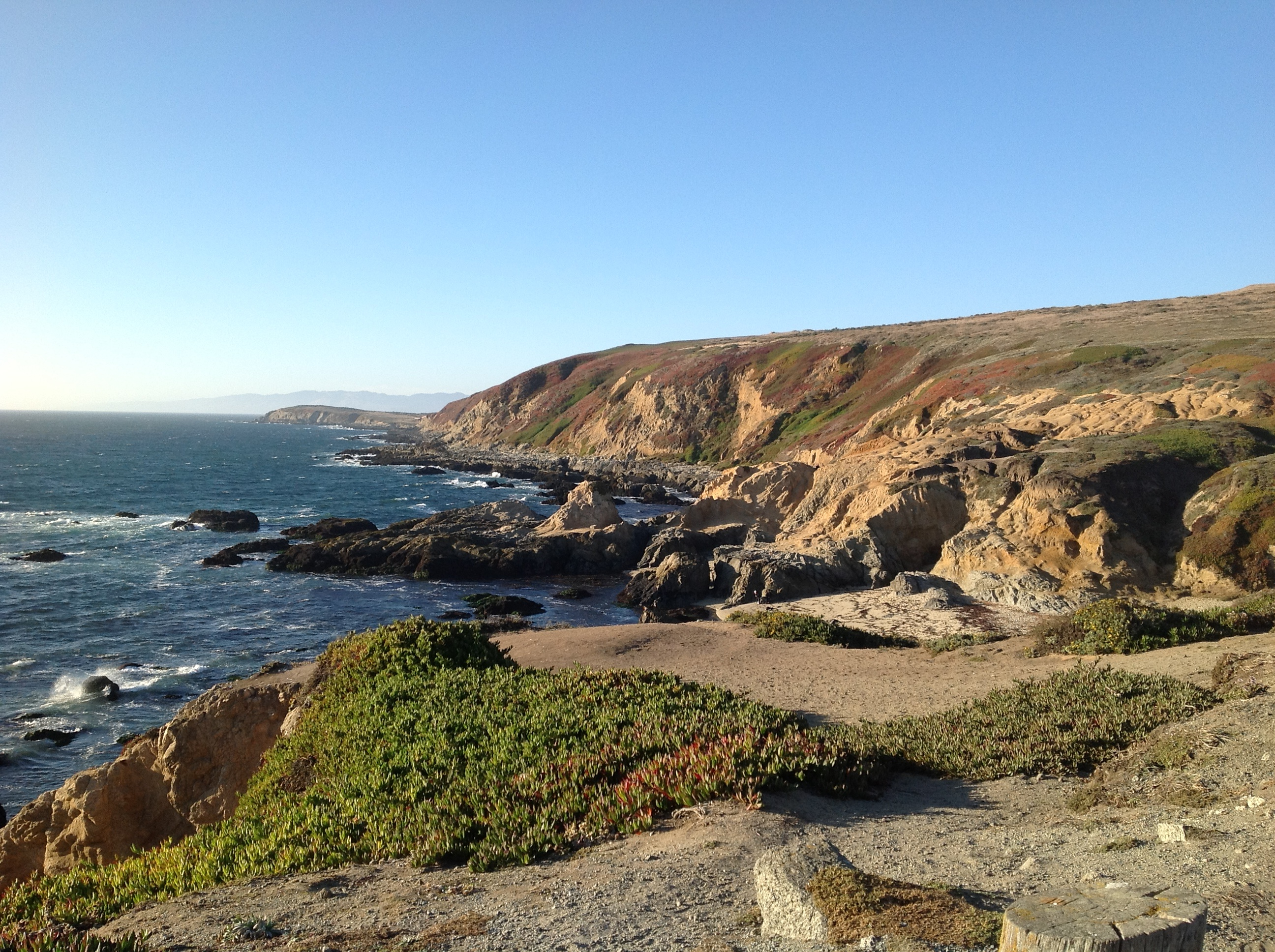
Blick von Bodega Head nach Norden

Bodega Head ist eine ungefähr 64 Kilometer nordwestlich von San Francisco gelegene Landspitze an der kalifornischen Pazifikküste.
Die Halbinsel, die ungefähr 6,4 km lang und 1,6 km breit ist, schützt die flache, sandige Bucht im Westen der kleinen Küstenstadt Bodega Bay, deren innerer Teil Bodega Harbor heißt. Die Sonoma Coast State Beach umfasst Strände und Dünen entlang der südlichen Seite des Vorgebirges. Die University of California veranstaltet ein laufendes Meeresbiologieprogramm im Bodega Marine Laboratory. Die Halbinsel umfasst einen Hauptort, um die Walwanderung zu beobachten. Eine Anzahl von Wegen sind ein beliebtes Ziel für Erholungswanderer. 
Die Halbinsel war vielleicht vor der Ankunft der Europäer von den Miwok bewohnt. Campbell Cove an der östlichen Seite des Vorgebirges könnte der Landeplatz von Francis Drake im Jahre 1577 sein.

## Geologie

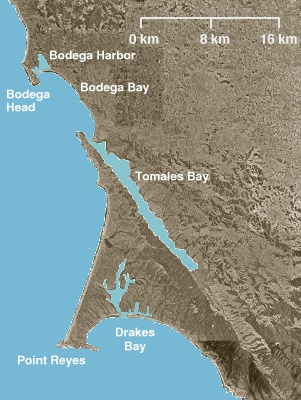
Bodega Head (im linken oberen Kartenausschnitt) liegt westlich der kleinen Küstenstadt Bodega Bay

Der Bodega Head liegt direkt an der westlichen Seite der San-Andreas-Verwerfung, die zwischen dem Vorgebirge und dem Festland verläuft. Während des San-Francisco-Erdbebens von 1906 verlagerte sich das Vorgebirge ungefähr 5 m und verschob den Hafen nach Norden Richtung Festland. 
Geologisch gesehen gibt es verschiedene Felsen auf dem Bodega Head, von denen auf dem Festland zu denen im Osten. Während die Felsen vom Bodega Head aus Granit bestehen, sind die Festlandfelsen ozeanischen Ursprungs aus dem Franciscan-Komplex. Der Bodega Head ist die nördliche Spitze einer riesigen geologischen Provinz namens Salinian Block, dessen Kern  selben Ursprungs wie der Kern der Sierra Nevada Mountains ist. Der Block riss vom Kontinent ab, als die San-Andreas-Verwerfung vor 20 Millionen Jahren entstand und wurde hunderte Kilometer nach Norden transportiert. Andere nahe gelegene Beispiele für den Salinian Block sind die Point Reyes Peninsula und die Farallon-Inseln. 
Ein umstrittener Versuch der Pacific Gas and Electric, ein Kernkraftwerk auf der Halbinsel in den späten 1950er Jahren zu bauen, scheiterte wegen des Umweltschutzes und der möglichen Gefahr von Erdbeben.